# Kyūsu

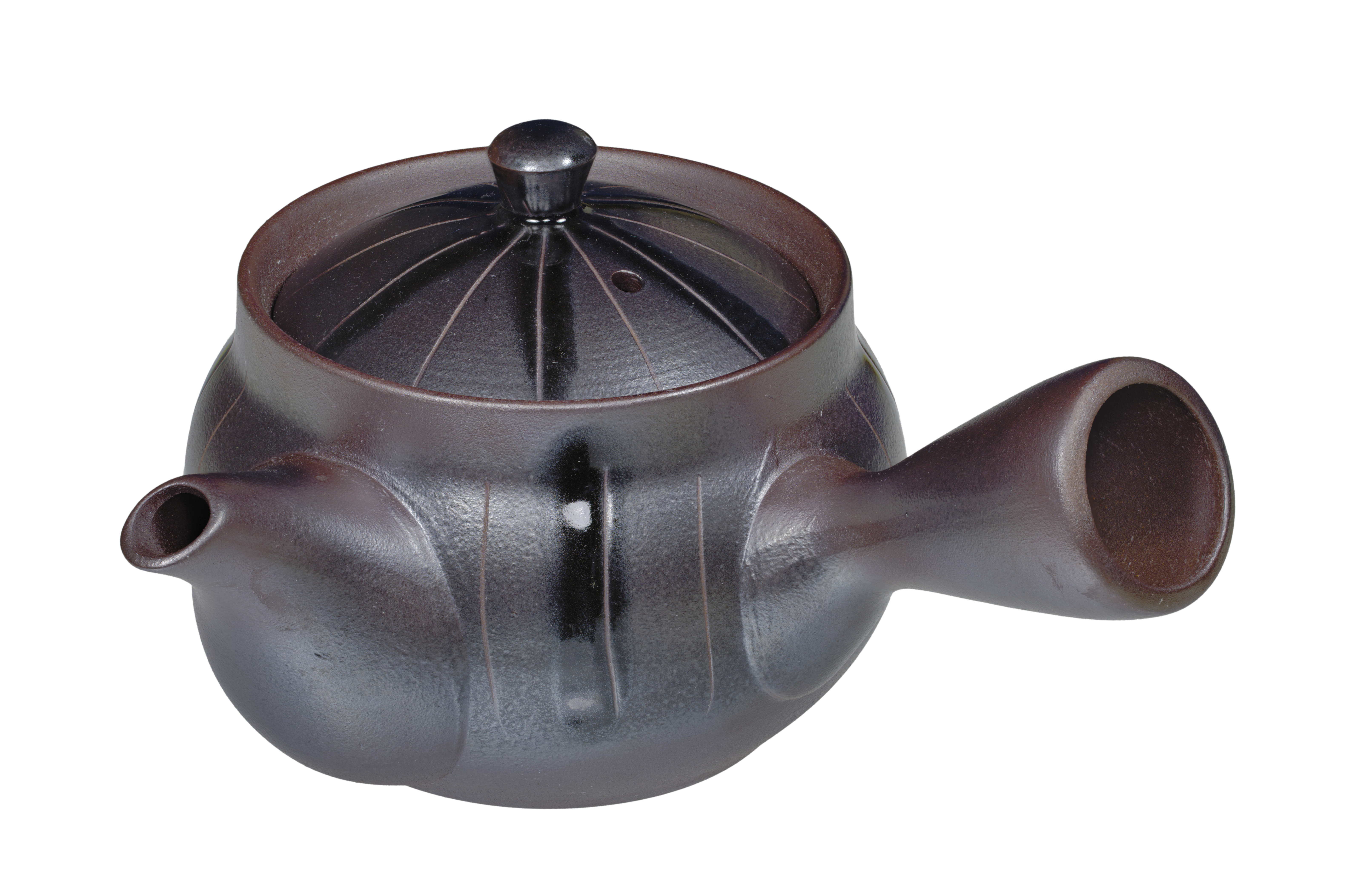
Rechtshändige Teekanne des yokode-kyūsu-Typs

Kyūsu (jap. 急須) ist eine traditionelle japanische Teekanne, die vorwiegend zum Aufbrühen von grünem Tee verwendet wird.
Aufgrund seiner beim grünen Tee besonders kurzen Ziehzeit von nur ein bis zwei Minuten besitzt diese Kanne oft ein innenliegendes Sieb (Tüllensieb oder Panoramasieb), damit der Tee lose eingegeben werden kann. Das heiße Wasser wird nach dem kurzen Ziehen direkt in die Tassen gekippt und erst bei Bedarf wieder neu aufgefüllt.
Ein häufiges Missverständnis besteht darin, dass ein Kyusu immer einen Seitengriff haben muss. Das Wort Kyusu bedeutet eigentlich nur Teekanne, obwohl damit häufig eine Teekanne mit Seitengriff gemeint ist.
Die beiden häufigsten Typen von Kyusu sind yokode kyūsu (横手急須, „Teekannen mit Seitengriff“), die einen Seitengriff haben und der häufigere Typ sind, und ushirode kyūsu (後手急須, „Teekanne mit Griff“), die hinten einen u-förmigen Griff haben. Es gibt auch noch uwade kyūsu (上手急須, „Teekanne mit Griff oben“) Teekannen mit einem Griff bzw. Henkel auf der Oberseite.

## Galerie

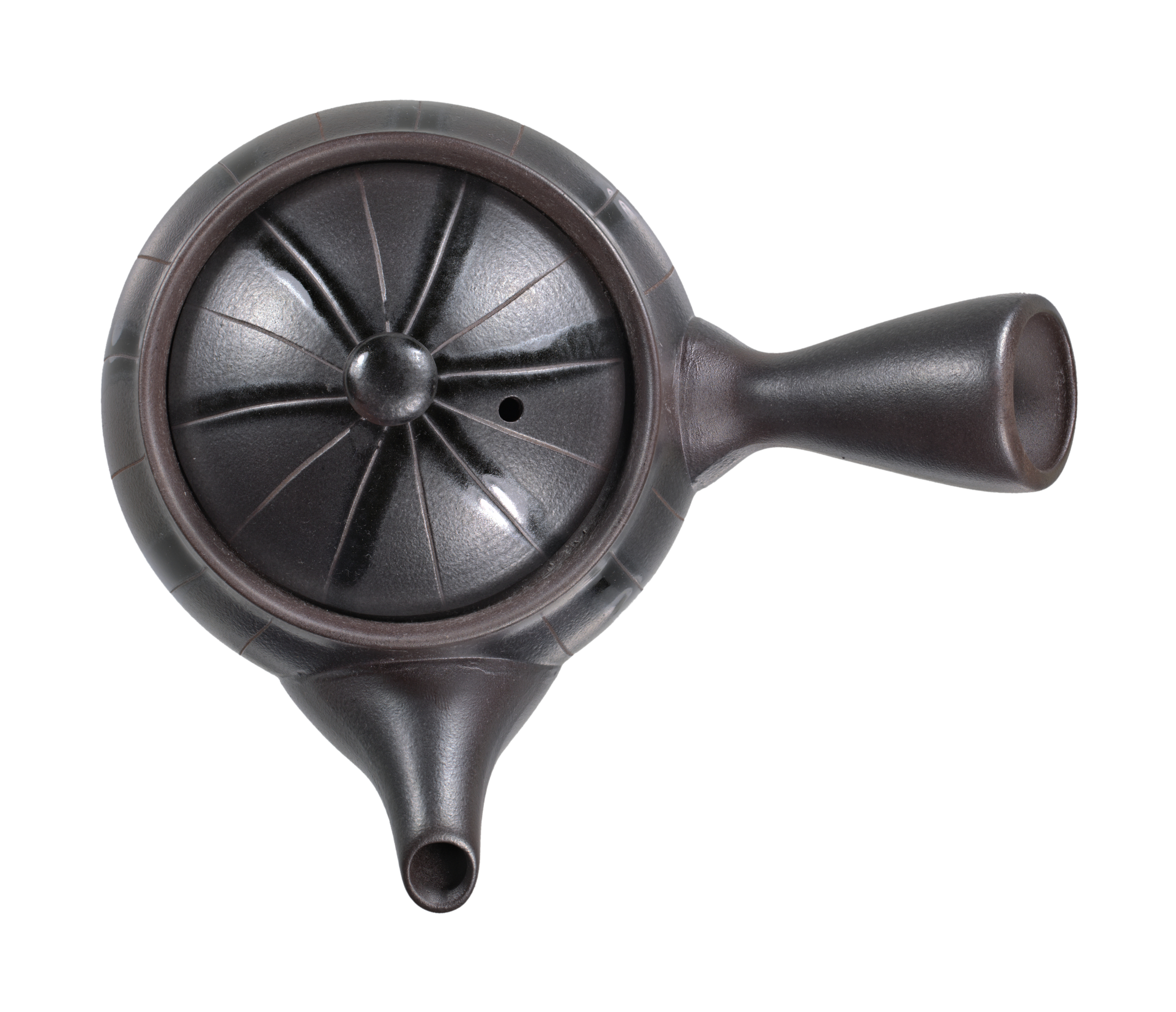
Ein Kyūsu von Oben mit …
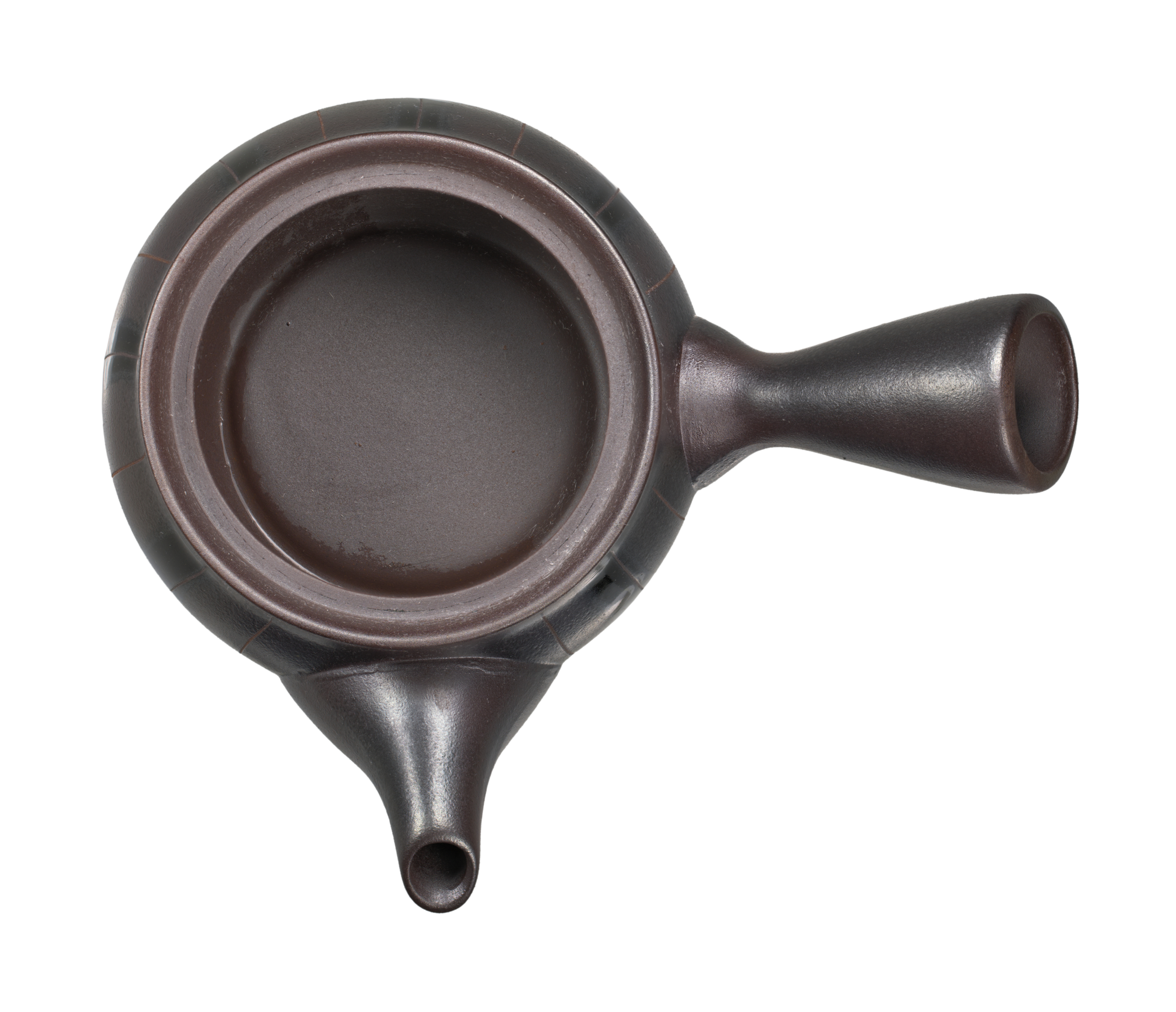
… und ohne Deckel
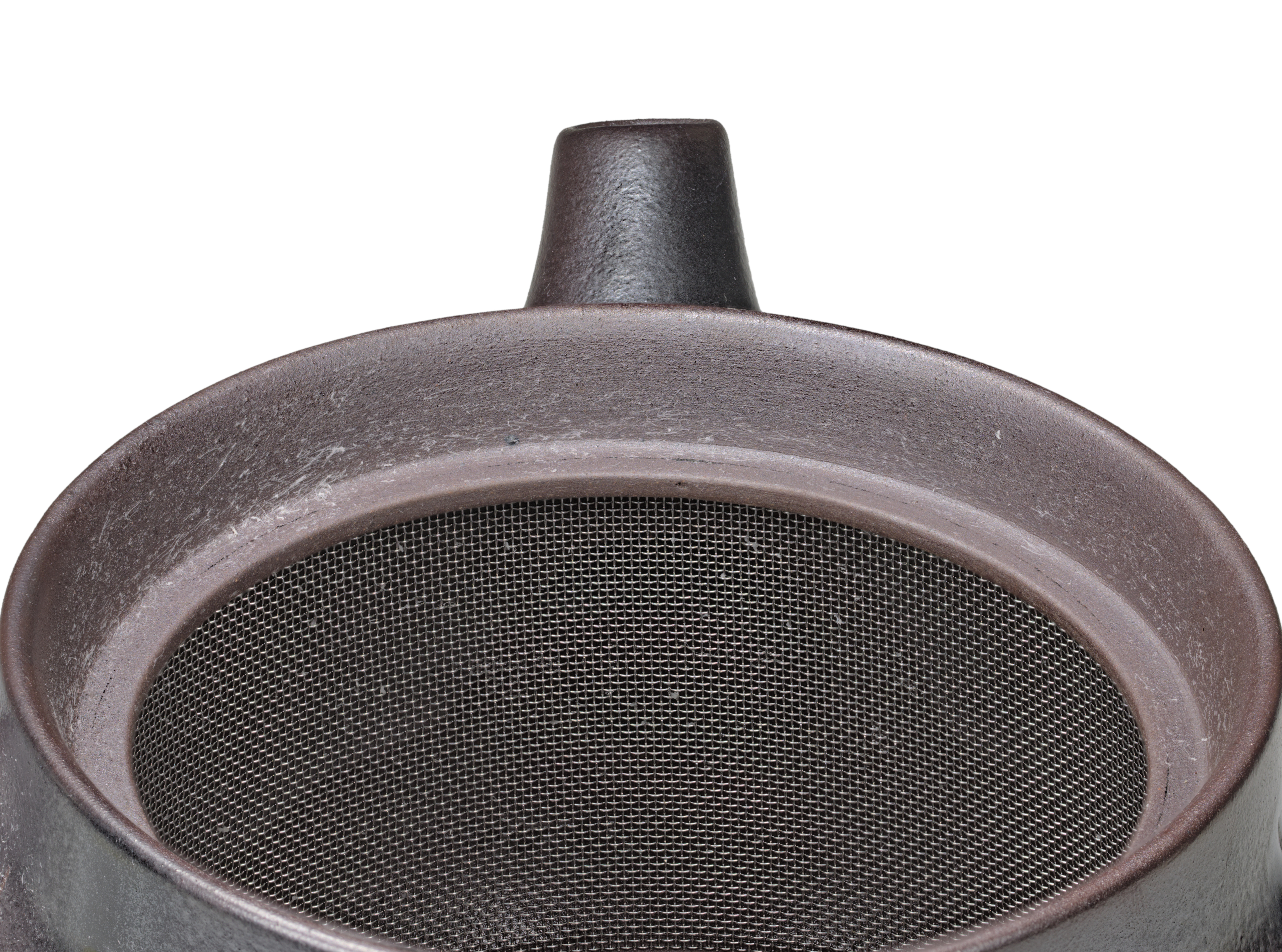
Ein Panoramasieb auf der Innenseite der Kyūsu